# 敵味方識別装置
敵味方識別装置（てきみかたしきべつそうち、英: identification friend or foe、略称：IFF）とは味方を攻撃すること（同士討ち）を防ぐため、電波などを用いて索敵範囲内の航空機・艦艇が味方であることを確認する装置。航空機や艦船に搭載されている。

## 概要
敵味方識別装置は、電波を発射して対象に返信を要求する、または要求に対して返信する装置である。つまり名称は「敵味方識別」であるが、応答があった時に味方だと確認できるだけで、敵だとの確実な情報を得ることはできない。起源はイギリス空軍による防空レーダー網の建設が始まった1930年代まで遡る。
現代の敵味方識別装置は、識別信号を敵に偽装されることを防ぐため、高度に暗号化された方法で識別信号をやりとりするほか、暗号化鍵の漏洩や味方の離反に備え、暗号化鍵を変更してそれまで味方であったものを敵として識別することが可能である。
平時における訓練飛行や要人護衛、救難といった任務においては民間の航空管制用と同じ航空機識別信号を発しており、最高飛行高度と国籍コード、および軍用機であることを示すコードが発信される。軍事行動中はこれら管制用の信号は停波される。戦闘地域周辺を運行中の軍用機が航空機識別信号を発している場合は中立を意味する。
2015年時点でアメリカを中心とする北大西洋条約機構(NATO）加盟国、日本、韓国など旧西側諸国の軍の艦船や航空機は「モード4」機器を搭載している。
「モード4」のIFFは、目視可能距離を超える数百km先の対象を判別できる。
識別信号を電波で送受信した結果はレーダー画面上に味方機なら青、不明機なら赤の三角印などが表示される。
2020年には更に高度なデータ保護機能を持つ「モード5」機器に切り替える計画がある。

## 歴史
IFFに先鞭をつけたのはイギリス空軍で、第二次世界大戦が始まる前から研究が開始された。1930年代当時のレーダー技術では、敵味方識別の可否が大きな課題であり、爆撃機軍団司令が公開の席上で、敵味方の識別が不可能であればレーダーの研究開発自体を全力で阻止すると発言したほどだった。
初期のIFF マークIはチェーン・ホーム・レーダーのレーダー波自体を利用し、レーダー波を受けるとレーダーが受ける信号に介入してレーダースコープ上でブリップを歪ませる方法を模索したが、信号の強弱が手動調整であることからうまくいかなかった。そのため、航空機の無線機から1分あたり14秒間にわたって1kHzの信号を出し、これをHF/DFで測量してプロットする「ピップスキーク」というシステムで一旦、実用化をみた。これは人海戦術による力技であったが、CHの覆域外でも利用できた。IFF マークIの信号強度の調整の問題は、自動利得制御によって解決され、IFF マークIIは1939年10月に最初の1000セットがフェランティ社に発注された。
一方でイギリス空軍のレーダーの更新や海軍でのレーダーの導入、夜間戦闘機の実用化などによって応答すべきレーダー波の種類は増え、12のサブタイプが作られるに至った。加えてマグネトロンで動作するマイクロ波レーダーが実用化されると、この周波数に対応できなかった。そのため1940年には様々なレーダー波に対応するのではなく、単一の帯域での質問波と応答波で味方を識別する方法が提案され、IFF マークIIIではレーダー側で追加の発信機が必要となるものの、航空機に搭載する装置（トランスポンダ）は大幅に単純化、軽量化された。現代でも使われる二次レーダー（SSR: secondary surveillance radar）という語が生まれたのがこの頃である。ただし、再輻射電波の映像をブラウン管の画面で識別することは困難を極め、英国の警戒監視網における大きな弱点だった。
トランスポンダの応答波は時代が下るとともにより多くの情報を含められるようになり、この技術は1980年代には航法装置の位置情報を伝送することで地上の管制レーダーや管制官に頼ること無く相互の位置を確認する空中衝突防止装置（TCAS）にも応用されている。

## CIP

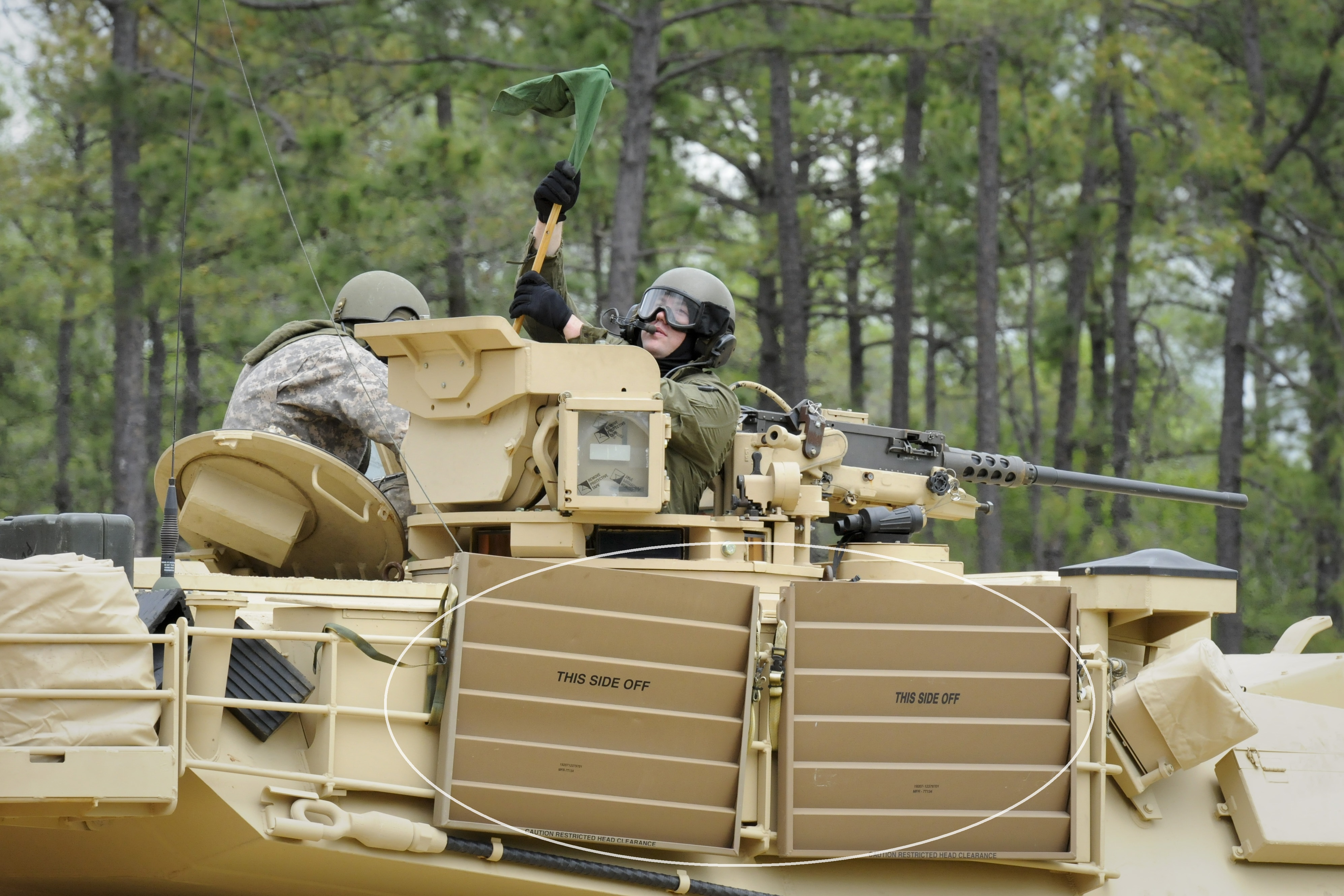
アメリカ陸軍で運用されるM1エイブラムス戦車砲塔脇に設置されたCIPパネル

1991年の湾岸戦争でアメリカ軍の地上部隊は、装備する暗視装置が中東の砂漠の砂塵で十分に機能せずに同士討ちが発生したことを省みて、戦闘識別パネル（英: Combat Identification Panel, CIP）と称する装備を導入した。これは輻射熱を低下させるテープを貼付したパネルを羽板状に組み、車体の上面や側面などに装備すると、サーモグラフィーの画像で周囲よりも相対的に低温となり暗い領域として表示されるため、敵味方の明確な識別を容易にしている。
2003年のイラク戦争で初めて実戦に用いられ、ほぼすべての多国籍軍の車両で後部や砲塔の側面に装備され、高機動多用途装輪車両などは運転席と助手席のドアを加工して装備した。